# Norman de Bruyne
Pour les articles homonymes, voir de Bruyne.
 (novembre 2022).
La mise en forme du texte ne suit pas les recommandations de Wikipédia : il faut le « wikifier ».
Les points d'amélioration suivants sont les cas les plus fréquents :
- Les titres sont pré-formatés par le logiciel. Ils ne sont ni en capitales, ni en gras.
- Le texte ne doit pas être écrit en capitales (les noms de famille non plus), ni en gras, ni en italique, ni en « petit »…
- Le gras n'est utilisé que pour surligner le titre de l'article dans l'introduction, une seule fois.
- L'italique est rarement utilisé : mots en langue étrangère, titres d'œuvres, noms de bateaux, etc.
- Les citations ne sont pas en italique mais en corps de texte normal. Elles sont entourées par des guillemets français : « et ».
- Les listes à puces sont à éviter, des paragraphes rédigés étant largement préférés. Les tableaux sont à réserver à la présentation de données structurées (résultats, etc.).
- Les appels de note de bas de page (petits chiffres en exposant, introduits par l'outil «  Source ») sont à placer entre la fin de phrase et le point final[comme ça].
- Les liens internes (vers d'autres articles de Wikipédia) sont à choisir avec parcimonie. Créez des liens vers des articles approfondissant le sujet. Les termes génériques sans rapport avec le sujet sont à éviter, ainsi que les répétitions de liens vers un même terme.
- Les liens externes sont à placer uniquement dans une section « Liens externes », à la fin de l'article. Ces liens sont à choisir avec parcimonie suivant les règles définies. Si un lien sert de source à l'article, son insertion dans le texte est à faire par les notes de bas de page.
- La présentation des références doit suivre les conventions bibliographiques. Il est recommandé d'utiliser les modèles {{Ouvrage}}, {{Chapitre}}, {{Article}}, {{Lien web}} et/ou {{Bibliographie}}. Le mode d'édition visuel peut mettre en forme automatiquement les références.
- Insérer une infobox (cadre d'informations à droite) n'est pas obligatoire pour parachever la mise en page.

Pour une aide détaillée, merci de consulter Aide:Wikification.
Si vous pensez que ces points ont été résolus, vous pouvez retirer ce bandeau et améliorer la mise en forme d'un autre article.
Norman Adrian de Bruyne, né à Punta Arenas au Chili le 8 novembre 1904 et décédé le 7 mars 1997, est un ingénieur aéronautique, scientifique, industriel britannique et pionnier des adhésifs structuraux et des matériaux composites. Son père était hollandais et sa mère anglaise. Il a grandi en Angleterre, a étudié les sciences à l'Université de Cambridge et est devenu chercheur en physique. Vers 1930, il s'intéresse à l'aviation. de Bruyne fut le premier élève de la nouvelle école de pilotage qu'Arthur Marshall (en) fonda à Cambridge en 1931.

## Jeunesse
Norman de Bruyne fit ses études au Lancing College (en) et au Trinity College de Cambridge à partir d'octobre 1923, suivant les sciences naturelles, il  obtient un First en 1927. Il devint Fellow à Trinity en 1928 pour faire des recherches sur la physique atomique sous la direction de Rutherford au Laboratoire Cavendish. En 1928, de Bruyne publia ses découvertes dans Proceedings of the Royal Society. Il rédigea également ses recherches sous forme de thèse pour la Trinity Fellowship et, en septembre 1928, fut dûment élu membre du Prize Fellow of Trinity College. Il obtint ses diplômes de maîtrise et de doctorat en 1930. Il continua à travailler au Cavendish jusqu'en 1931.

## Carrière professionnelle
1931 a vu le cheminement de carrière de de Bruyne commencer vraiment à prendre forme. En 1931, il passe du temps à la de Havilland Aeronautical Technical School (en) en tant que pilote-apprenti-propriétaire; alors convaincu qu'il y a place pour un travail original dans une branche de l'aéronautique qui semblait s'être enlisée. La plupart des structures d'avions britanniques étaient conservatrices à cette époque, bloquées à l'ère du biplan. Il crée une entreprise appelée Cambridge Airplane Construction Company et se met à développer son propre avion léger. Le DB1, est réalisé en collaboration avec le designer de Havilland R. E. Bishop, mais il n'existe que sur le papier. Sentant qu'il peut faire mieux, de Bruyne invente le DB2 Snarck - sa première incursion dans la construction d'avions.
de Bruyne écrivit pour The Airplane. Il suscita alors l'intérêt de de Havilland, qui voulait qu'il étudie, à titre de consultant, l'utilisation de résines renforcées dans la fabrication d'hélices à pas variable. Son paiement d'avril 1936 de 1 000 £ fut la clé du développement d'Aero Research. Le projet d'hélice ne porta pas ses fruits, mais il en résulta en partie un effort de de Bruyne pour développer ce qu'il appela « un matériau renforcé plus résistant pour la construction aéronautique ». de Bruyne développa un stratifié de mèches de lin et de papier imbibé de résine phénolique liquide et durci sous pression qu'il appela Gordon Aerolite. Ce type de renforcement fut suggéré par Malcolm Gordon à la suite de la publication de la conférence de de Bruyne à la Royal Aeronautical Society en 1937. Malcolm Gordon était un élève de de Bruyne, et la famille de Gordon avait des liens avec une entreprise de lin de Belfast qui fournira de Bruyne en lin après qu'un fabricant américain de fibre de verre eut refusé de lui fournir son produit. Gordon Aerolite était une forme pionnière de plastique renforcé de fibres adapté à la fabrication d'avions. Développement majeur, des contrats du ministère de l'Air lui furent attribués pour la production d'essai (réussis) à Gordon Aerolite d'un longeron d'aile pour le Bristol Blenheim et, plus tard, une section de fuselage Supermarine Spitfire.
Mais de Bruyne se rendit compte qu'Aero Research avait besoin d'un socle solide pour son activité. En avril 1937, il décida que la production d'une colle serait la solution, en particulier pour une utilisation dans l'industrie aéronautique. La colle Aerolite reçu l'approbation du ministère de l'Air et s'est rapidement avérée un succès. Aero Research l'utilisa en 1938 pour reconstruire un Desoutter I, G-AAPU, qui élit domicile dans le hangar de Duxford.
La société Aero Research de de Bruyne poursuivit son expansion. La société fabriqua des empennages Miles Magister pour le ministère de l'Air.
Pendant ce temps, l'ingénieur en chef de de Havilland commença à passer du temps chez Aero Research pour discuter du concept de construction en sandwich bois avec âme en balsa. Ce qui finalement conduisit à la production du bombardier Mosquito.
Lorsque la guerre éclata, l'entreprise prit de l'expansion et développa le procédé de chauffage par bandes (strip heating process) pour accélérer l'assemblage des pièces en bois. Morris Motors utilisa l'Aerolite et le chauffage par bandes pour assembler les planeurs Horsa, tout comme le de Havilland Mosquito ainsi que sur d'autres avions, des barcasses navales (launch) et des patrouilleurs.
L'un de ses produits les plus célèbres, né en 1941, un adhésif capable de coller les métaux, fut surnommé Redux, signifiant « Recherche à Duxford », REsearch at DUXford, il fut développé par de Bruyne en collaboration avec George Newell, pour lier une feuille d'aluminium à une âme en balsa. L'entreprise entreprit la réparation des ailes du Short Stirling.
Fomvar était un des premiers films adhésifs. Aerodux était une résorcine qui reste à ce jour l'une des colles les plus populaires de l'entreprise. À la fin de la guerre, les premiers efforts de l'entreprise pour commercialiser ses produits sont allés auprès de la Finnish Plywood Association qui commanda 100 tonnes d'Aerolite. Cette commande fut un tournant pour Aero Research, qui passa les cinq années suivantes à travailler sur un plan et un financement pour une production à très grande échelle et à faible coût de résines urée-formaldéhyde. Finalement, Aero Research fut repris par l'organisation suisse Ciba, un grand groupe multinational d'entreprises chimiques qui souhaitait s'étendre en Angleterre.

## Cambridge Airplane Construction Co.
Le Snark est un avion expérimental (en) monoplan à quatre places conçu par de Bruyne et construit par Aero Research Limited. Il a été construit pour tester des structures d'aile et de fuselage à revêtement travaillant en contreplaqué de faible poids liées à la bakélite. En utilisant des analyses effectuées par l'aérodynamicien et expert en structure d'origine autrichienne Herbert Wagner, de Bruyne proposa une configuration dans laquelle l'aile et le fuselage en bois - et, surtout, recouverts de contreplaqué - étaient suffisamment rigides pour répondre à toutes les exigences de contrainte.
Le Ladybird un autre avion fut conçu par de Bruyne et fut vendu au Néerlandais Johan Nicolaas ('Hans') Maas, lorsque Aero Research rompit avec de Havilland, et il fut achevé par lui, avant son retour aux Pays-Bas. Le De Bruyne-Maas Ladybird était un monoplan à épaulement avec un train d'atterrissage tricycle, et la conception incorporait divers éléments de construction proche de la bakélite. RG Doig a effectué le vol d'essai initial à la fois avec le moteur Scott d'origine et avec le Bristol Cherub (en) en 1938, mais, là encore, la guerre s'immissa.

## Récompenses et commémoration
de Bruyne fut membre de la Fellowship of Engineering, membre de l'Institute of Physics and Royal Aeronautical Society, et en 1967 fut élu membre de la Royal Society.
Tous les trois ans environ, la Society of Adhesion and Adhesives, Huntsman Advanced Materials et TWI honorent un travailleur dans le domaine de l'adhérence et des adhésifs en lui décernant la médaille de Bruyne. Il est présenté en reconnaissance de la contribution personnelle du récipiendaire à l'innovation dans le domaine des adhésifs et des technologies connexes et reconnaît les nouvelles réalisations techniques qui se sont avérées techniquement et économiquement viables. Huntsman Advanced Materials (anciennement Ciba Specialty Chemicals (UK) Ltd.) a initialement parrainé ce prix. Le prix est actuellement parrainé par Hexcel Composites Ltd, fabricant de composites et d'adhésifs Redux, basé sur le site de Duxford fondé par de Bruyne en 1934.

## Aero Research Limited
Norman de Bruyne eut une réunion, le 9 avril 1936, avec de Havilland Aircraft et reçut un chèque de 1000 £ et un conseil pour la recherche de résines phénol-formaldéhyde renforcées à utiliser dans la fabrication d'hélices. Cette décision de la division de Havilland Propellers (en) s'avéra d'une importance considérable car elle a conduisit directement à l'acceptation et à l'utilisation du collage structurel dans de nombreux avions, sinon tous, du milieu des années 1940 à nos jours.
À partir du milieu des années 1930, de Bruyne se concentra sur le développement des colles. Les colles conventionnelles « caséine » (à base de lait) ne supportaient pas très bien la chaleur et l'humidité, mais étaient largement utilisées pour les avions en bois. De Bruyne inventa un nouveau type de colle synthétique, beaucoup plus efficace pour coller le bois au bois, le bois au métal et le métal au métal. Le nouvel adhésif " Redux "  de de Bruyne devint largement utilisé dans les avions et a joué un rôle important dans la légitimité de l'utilisation de la colle pour les travaux à haute contrainte. En 1937, la société lança l'Aerolite, un adhésif à base de résines d'urée formaldéhyde. En 1948, il vendit le contrôle de l'entreprise à Ciba (aujourd'hui Ciba-Geigy ) mais resta directeur général jusqu'en 1960.

## Techné Ltd.
de Bruyne lança une nouvelle société en 1948 - Techne Ltd. (en) - pour concevoir et produire des instruments de laboratoire. La société établit un site à Princeton, New Jersey en 1961, pour desservir le marché nord-américain en croissance rapide. La société est restée sous le contrôle de la famille de Bruyne jusqu'en 1971, date à laquelle de Bruyne a transféré les avoirs de la société à une fiducie familiale. La fiducie a ensuite vendu l'entreprise.